# Megaselia latifasciata
Megaselia latifasciata är en tvåvingeart som först beskrevs av Enrico Adelelmo Brunetti 1912.  Megaselia latifasciata ingår i släktet Megaselia och familjen puckelflugor. Inga underarter finns listade i Catalogue of Life.